# Sankt Nikolaus kyrka, Matrei
Sankt Nikolaus kyrka är en kyrkobyggnad som ligger i kommundelen Ganz i Matrei in Osttirol i Österrike. Kyrkan är tillägnad helgonet Nikolaus.

## Kyrkobyggnaden
Nuvarande kyrka är uppförd på 1100-talet. Vid utgrävningar har man hittat rester efter två tidigare kyrkor på platsen.
Kyrkan består av ett långhus med ingång i väster och torn i öster ovanför koret. Norr om tornet finns en vidbyggd sakristia.
I kyrkorummet finns två kor ovanpå varandra i två våningar.

## Bildgalleri

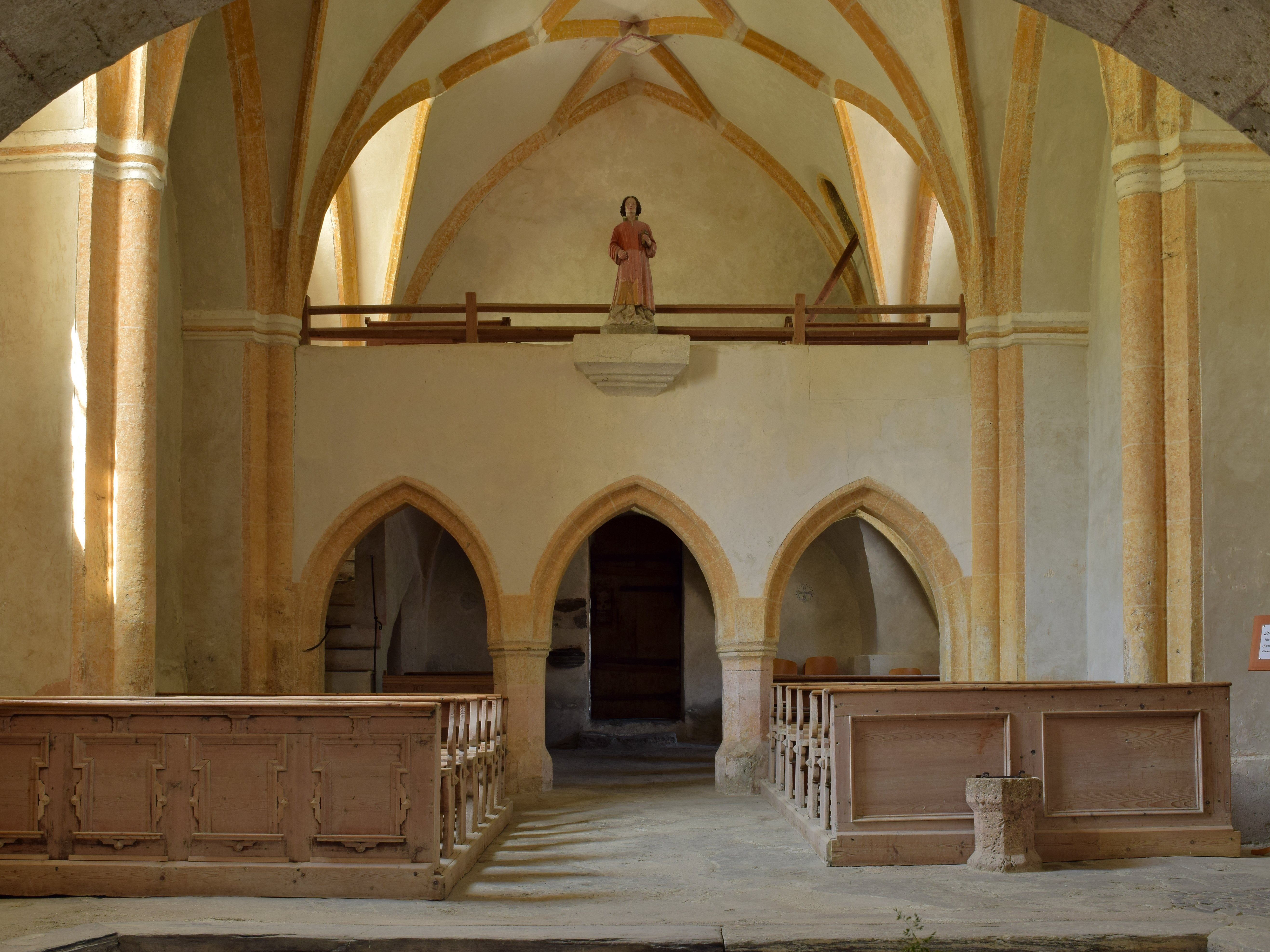
Vy mot ingång.
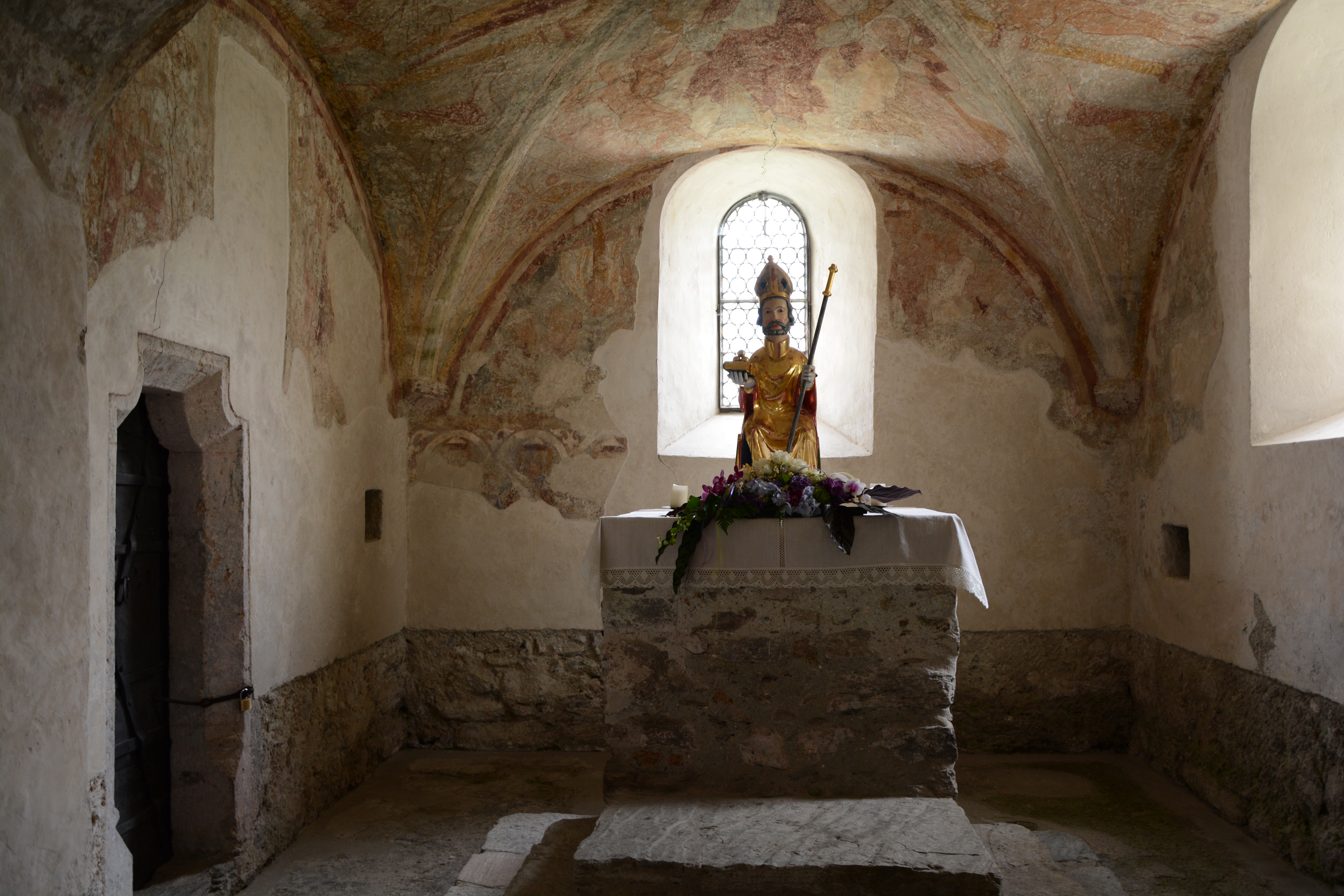
Undre korets altare.
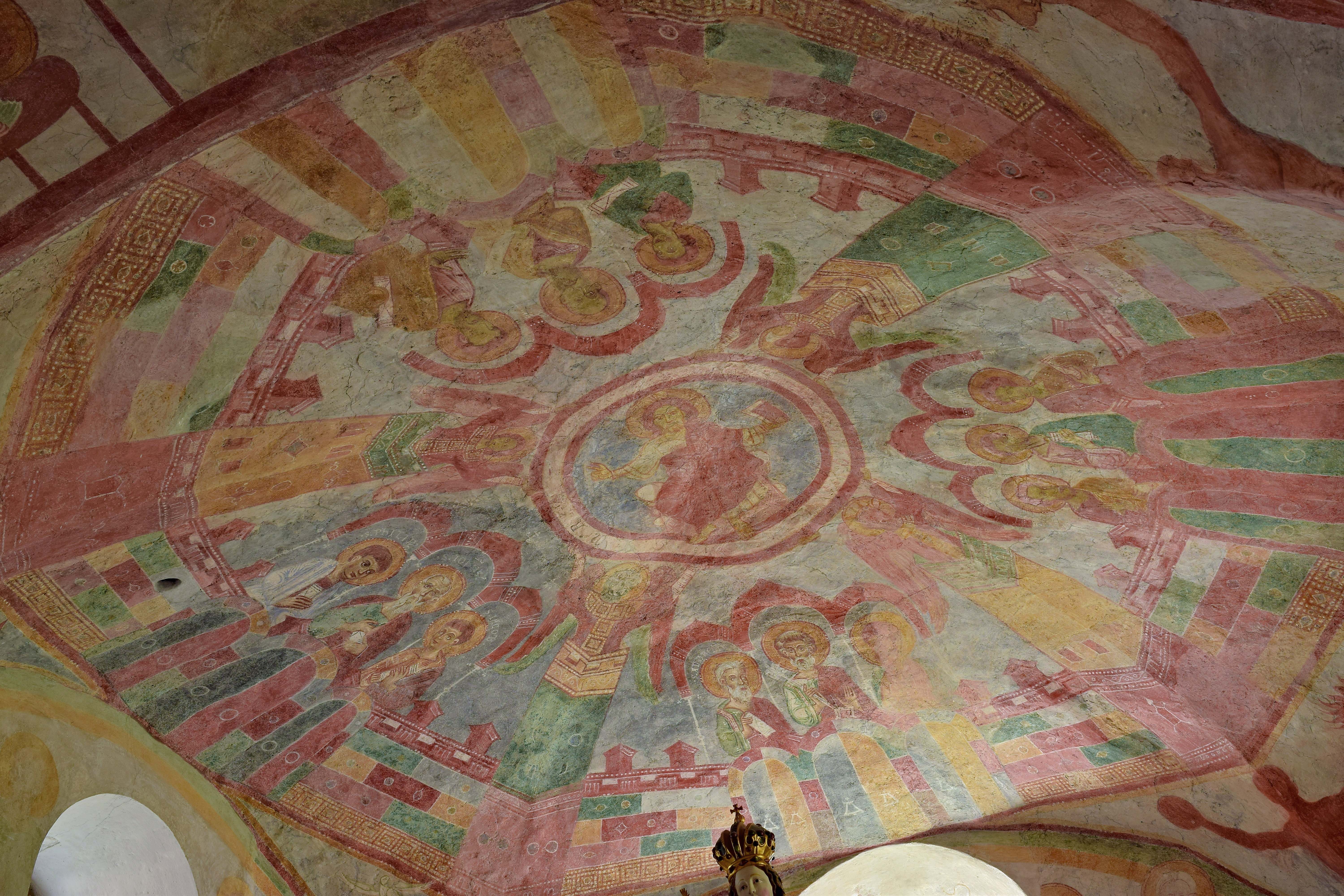
Undre korets takmålningar.
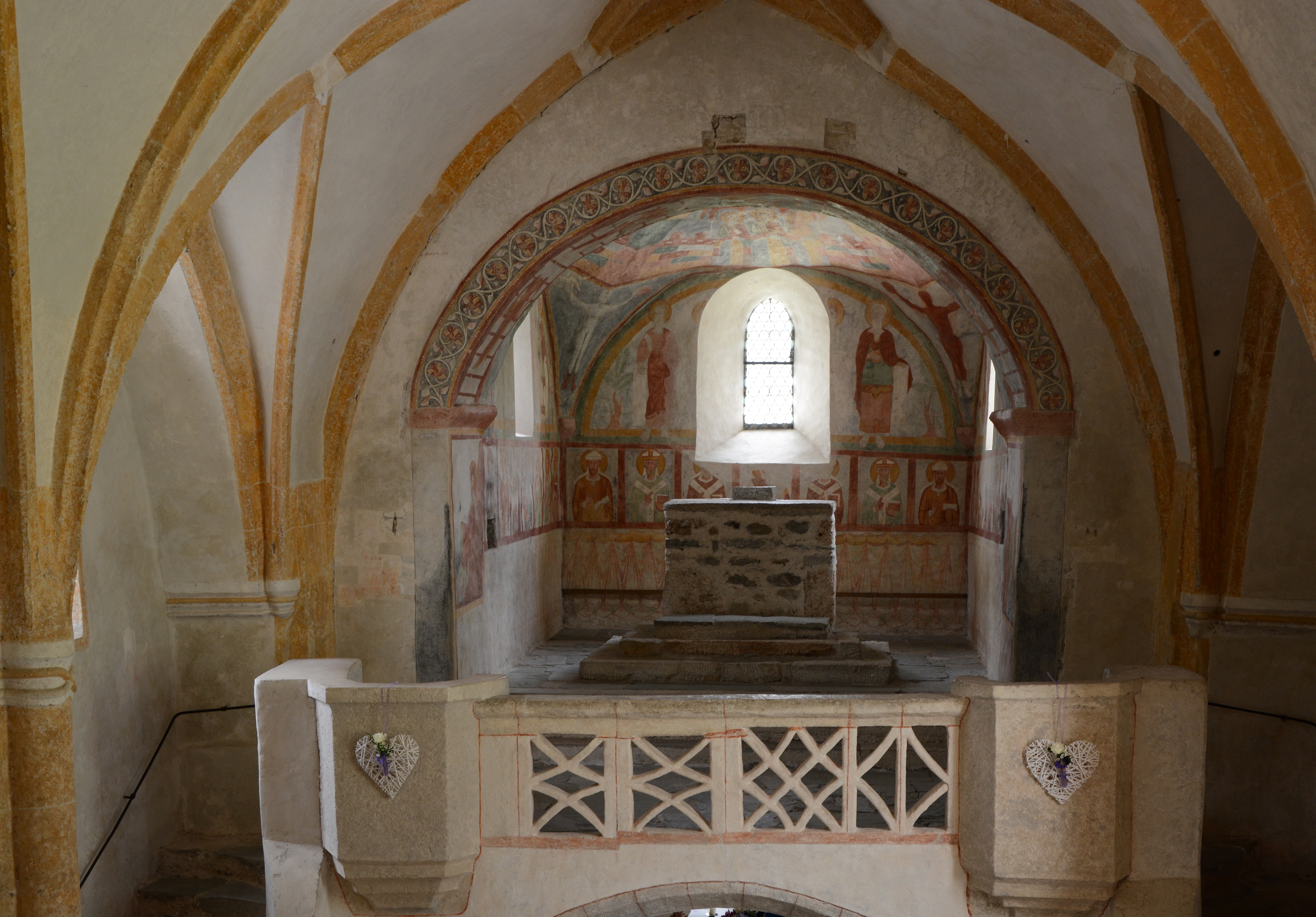
Övre koret med altare.
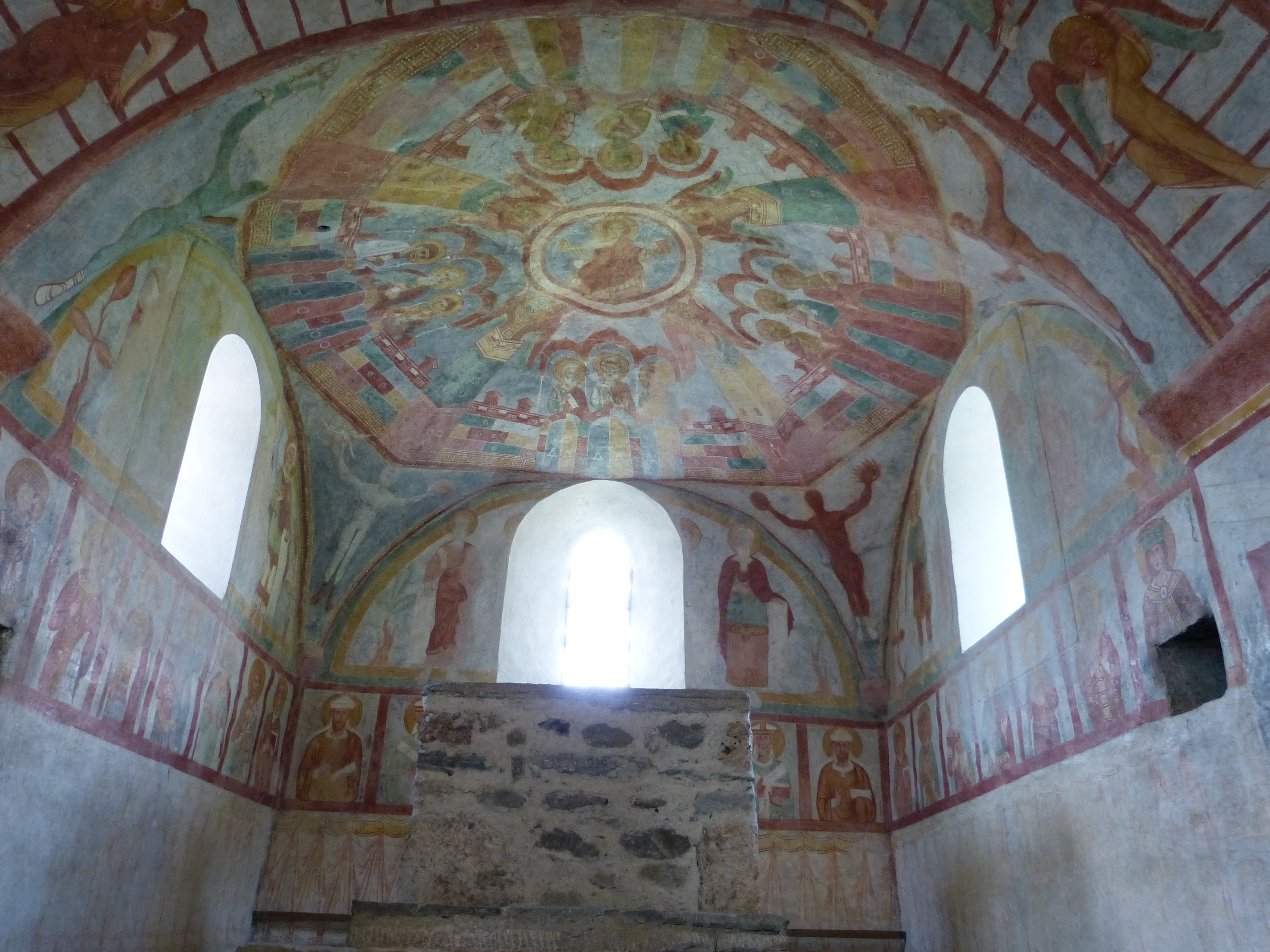
Övre korets takmålningar.
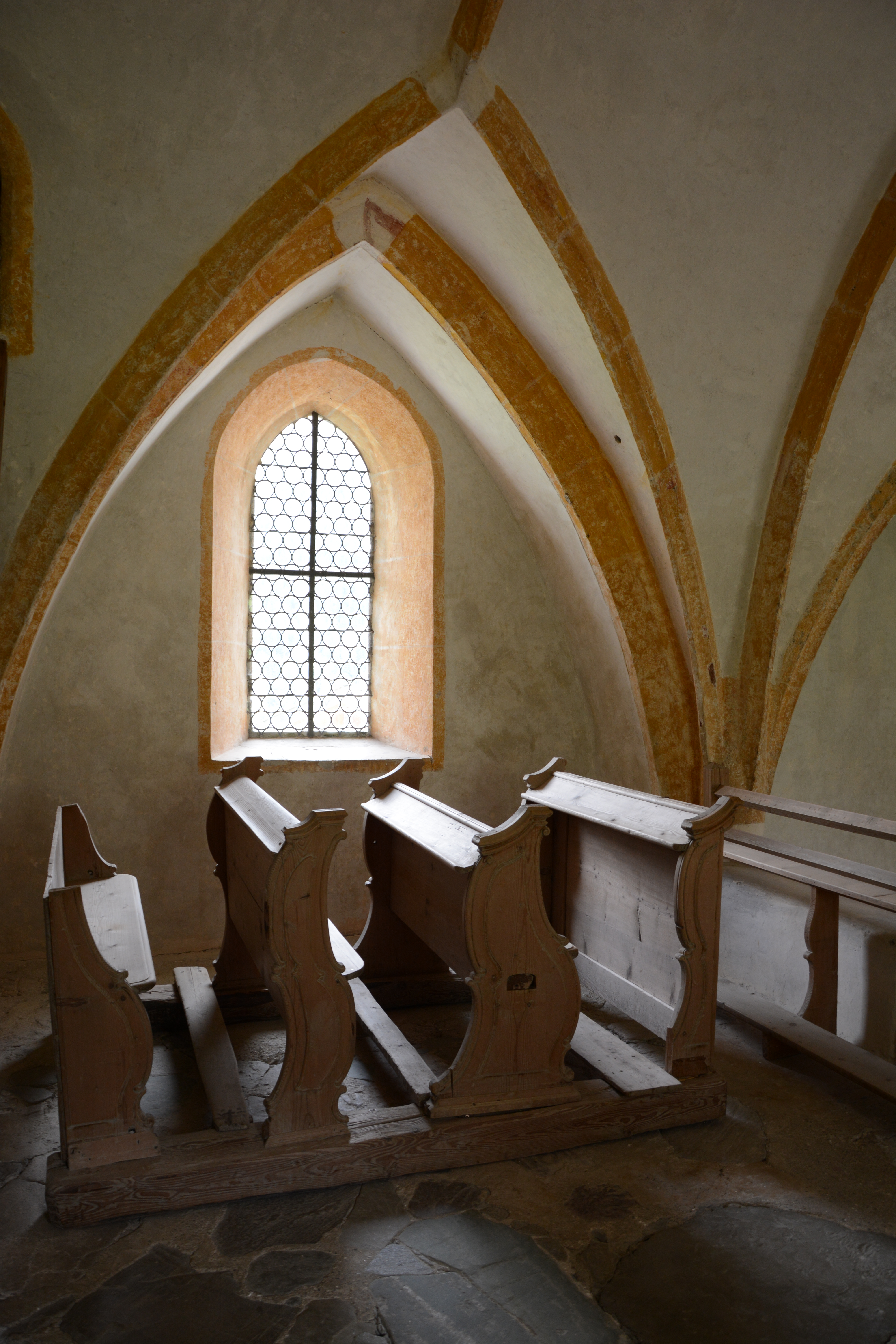
Kyrkbänkar.
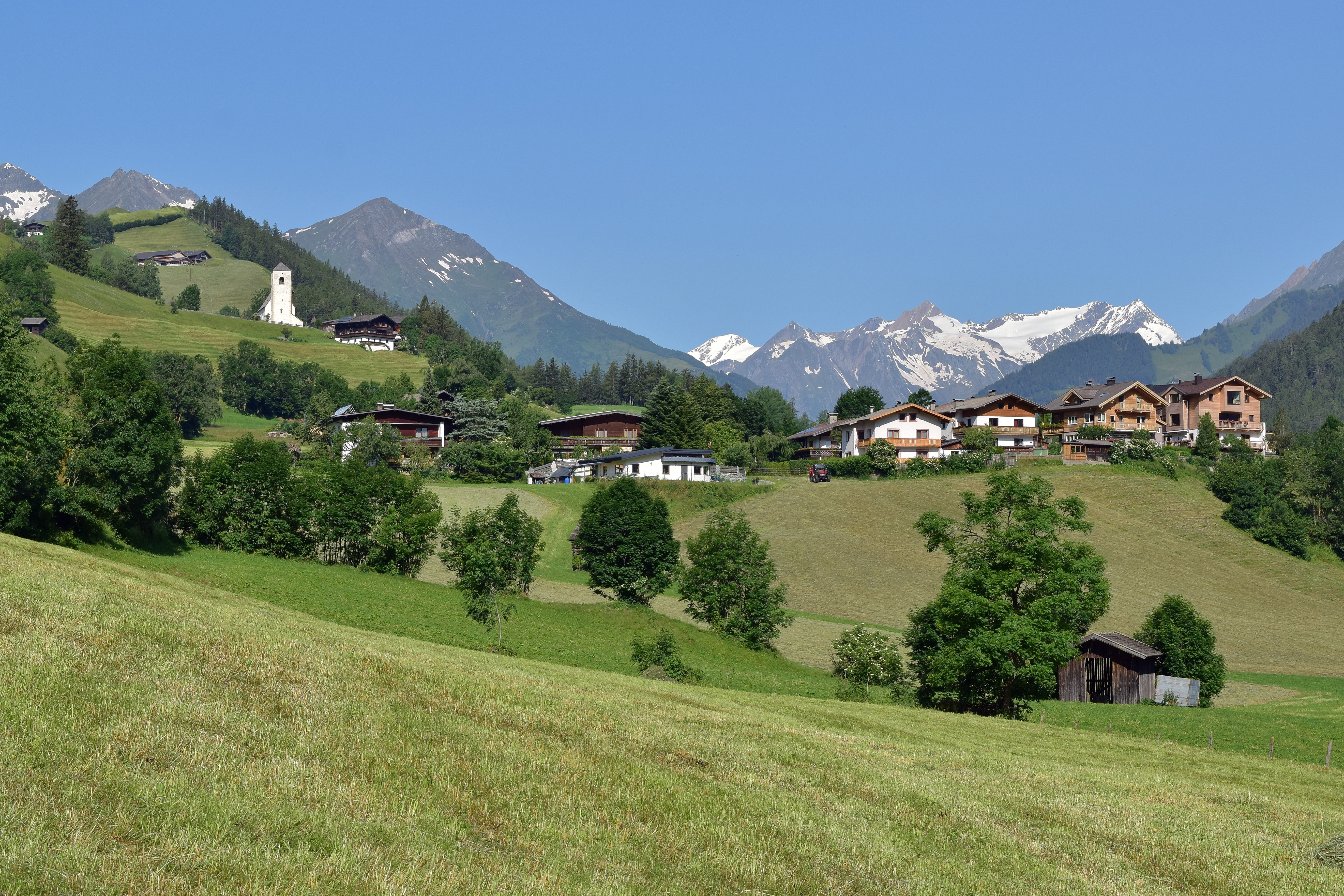
Vy över kommundelen Ganz.